# گردنبند جادویی
گردنبند جادویی، که در ژاپن با نام آگیتو با موهای نقره‌ای (銀色の髪のアギト Gin'iro no Kami no Agito) شناخته می‌شود، یک انیمهٔ علمی تخیلی ژاپنی محصول سال ۲۰۰۶ و به کارگردانی کییچی سوگیاما، نویسندگی نانا شیینا و نائوکو کاکیموتو و تهیه‌کنندگی گونزو است. ریو کاتسوجی، آئویی میازاکی، یوکو کوته‌گاوا، ماسارو هاماگوچی، توشیکازو فوکاوا، کنیچی اندو و رن اوسوگی در این فیلم به صداپیشگی پرداختند. این فیلم در ژانویه ۲۰۰۶ در ژاپن و در سپتامبر ۲۰۰۶ در جشنوارهٔ فیلم فانتستیک فست در آستین، تگزاس به نمایش درآمد.

## بازخورد
انیمه نیوز نتورک، انیمیت این فیلم را اینگونه ستایش کرد: «این فیلم از نظر بصری و شنیداری، هر آنچه را که از یک محصول درجهٔ یک گونزو انتظار می‌رود، داراست: هنر عالی، انیمیشن با کیفیت، کار سی‌جی عالی و یکپارچه، و موسیقی متن بلندپروازانه». در واقع، این فیلم، از زمان پسر بخار، چشمگیرترین فیلم انیمه‌ای است که در آمریکای شمالی اکران شده است.